# Ádám Kósa
Ádám Kósa (Budapest, 1º luglio 1975) è un avvocato e politico ungherese, membro della comunità sorda.

## Biografia
È stato il primo europarlamentare della comunità sorda nella storia dell'Unione europea. Una tra le sue iniziative politiche di rilievo, è stata promuovere il riconoscimento in ogni Stato membro dell'Unione Europea delle lingue dei segni. È membro della Fidesz.
Venne eletto come deputato al Parlamento europeo nel 2009, il mandato è stato confermato nelle elezioni del 2014.

## Nome-segno
Il suo nome-segno è mano sopra l'orecchio.